# Droga wodna

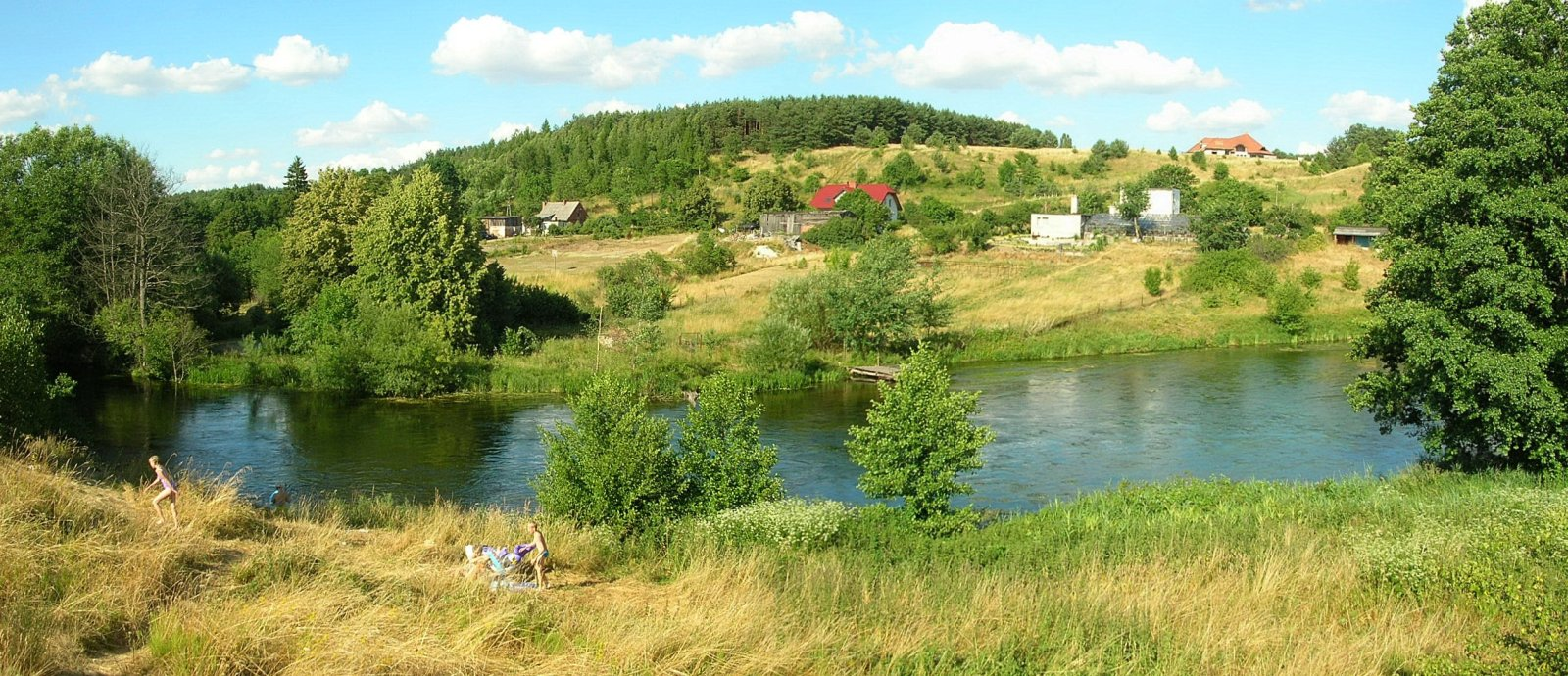
Brda w na północno-zachodnich rubieżach miasta Bydgoszczy (osiedla Piaski), rzeka ta stanowi fragment międzynarodowej drogi wodnej E70

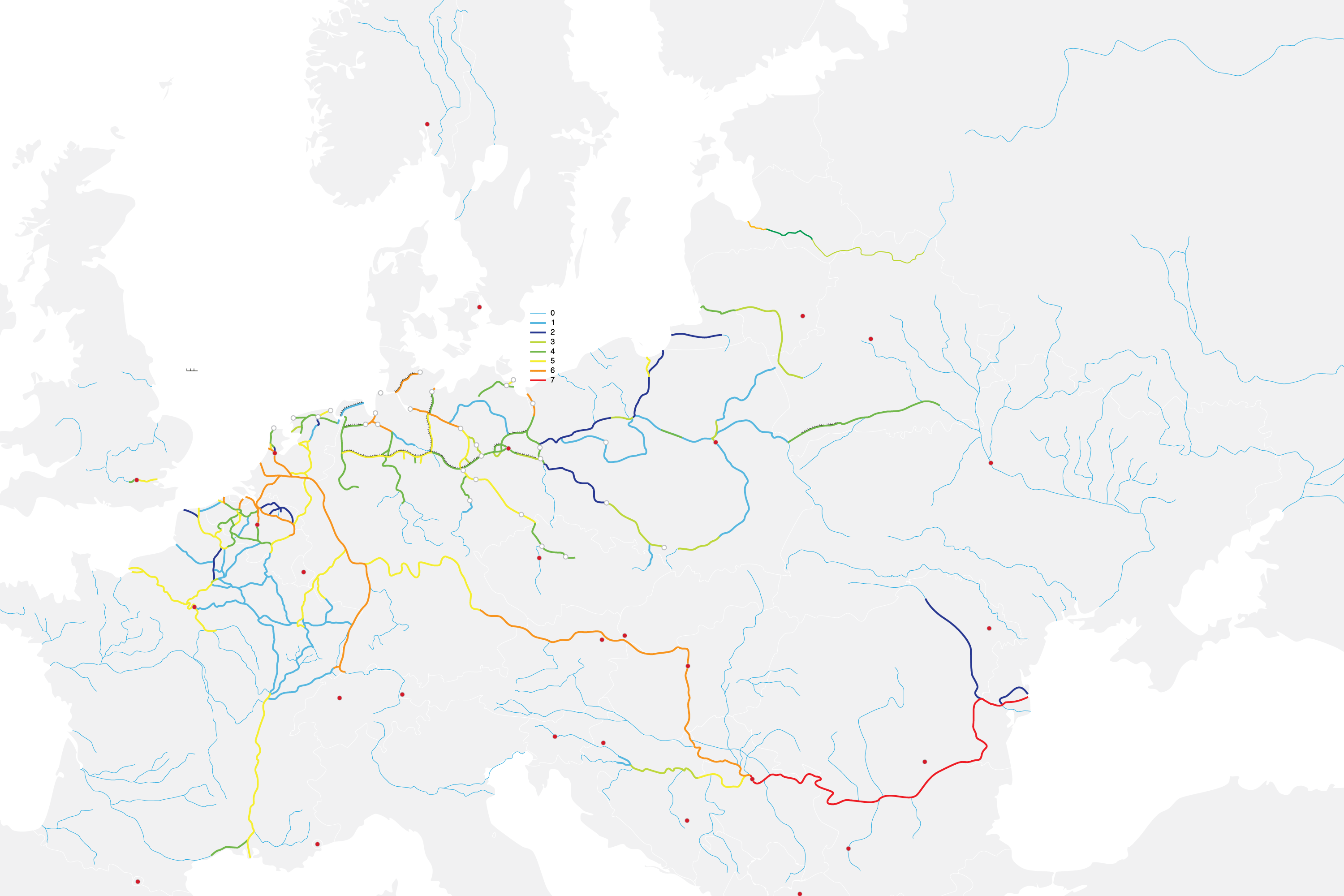
Europejskie drogi wodne

Droga wodna – rzeka, kanał, jezioro lub inny odcinek wodny, który dzięki cechom naturalnym lub wynikającym z działalności człowieka nadaje się do żeglugi.
Droga wodna może być morska, śródlądowa, żeglowna, spławna.